# Le Prix de la liberté
Pour plus de détails, voir Fiche technique et Distribution.
Le Prix de la liberté est un film camerounais réalisé par Jean-Pierre Dikongué Pipa, sorti en 1978.

## Synopsis
Après avoir refusé les avances sexuelles du chef du village et bravé l’autorité de son père, une jeune femme fuit la maison et gagne la ville. Elle y retrouve des membres de sa famille et tente de commencer une nouvelle vie. Elle entre au lycée, se fait des amis.
Très vite pourtant, elle comprend que les relations sociales de la ville sont aussi basées sur des faveurs sexuelles. Toutes ses amies s’y sont résignées autour d’elle.
Mais quand le seul homme qu’elle aime meurt assassiné, elle retourne au village et dans une crise de rage et de désespoir y met le feu.
Ce film aborde les « contraintes sexuelles » que doivent subir les femmes africaines pour faire leur place dans la société contemporaine, phénomène qui continue actuellement.

## Fiche technique
- Titre original : Le Prix de la liberté
- Réalisation : Jean-Pierre Dikongué Pipa
- Production : Cameroun Spectacles
- Photographie : Bernard Zitzermann, Étienne de Grammont
- Montage : Andrée Davanture, Marie-Christine Rongerie
- Musique : Manu Dibango
- Son : Roger Lettelier
- Durée : 83 min
- Format : couleurs
- Langues : français et pidgin

## Distribution
- Marie-Thérèse Badje
- Bibi Kouo
- Marthe Momha
- Albert Mouangue
- Madeleine Ndoum